# インド鉄道WCM4形電気機関車
インド鉄道WCM-4形電気機関車（インドてつどうWCM-4がたでんききかんしゃ）は、日本の電機メーカーである日立製作所がインド鉄道向けに製造した直流電気機関車である。製造当時の日本製電気機関車で最大の出力値を記録した。

## 概要
1958年、日立製作所は戦後初の輸出電気機関車としてインド鉄道が所有するカルカッタ（現：コルカタ）の直流電化区間へ向けWCM-3形電気機関車を製造し、好成績を上げた。それに続き、ボンベイ（現：ムンバイ）の電気機関車として受注し製造が行われたのがWCM-4形である。
車体はWCM-3形やそれに先立ち登場したイギリス製の直流電気機関車同様、インド鉄道が示した基準に基づき前後にボンネットを有する箱型車体を採用しており、側面窓は4つである。車内には電動機3台が前後に設置され、左右の高圧機械室によって二分されている。運転台はインド鉄道の使用に基づき左運転台となっている。
台車についてはイコライザー式の3軸ボギー台車を2つ搭載しており、WCM-3形と同様に製造当時日本最大級の大きさの台枠を用いている。軸受についてはイギリスのテムケン社のローラーベアリングを使用している。
主電動機は、製造当時日本最大の吊り掛け式主電動機であるHS-373-Brを使用し、電圧の変動が激しい現地の条件や温度上昇の抑制などに対応した設計となっている。また洪水が多い事から点検蓋、溶接部、軸受などは耐水構造を採用している。
制動装置はイギリスのウェスチングハウス製のものを採用しており、機関車単体は真空ブレーキを用いる一方、連結する客車や貨車には空気ブレーキを使用する。それに加え、急勾配や曲線が多いボンベイの電化路線に対応するため回生ブレーキも搭載している。
なお、形式名の「WCM」は、「広軌（W）直流（C）貨客両用（M）機関車」と言う意味である。

## 運用
1961年に導入後は高い牽引力を活かし、主に貨物列車牽引に使用された。以降に製造されたWCM-5形、WCM-6形などの直流機関車はチッタランジャン機関車工場などによるインド国内生産に切り替わったため、WCM-4形は最後の輸入直流機関車となった。2014年の時点で全車が廃車・解体されている。

## 参考資料
- 石田周二、笠井健次郎『交通ブックス 124 電気機関車とディーゼル機関車』成山堂書店、2015年6月。ISBN 978-4-425-76231-6。

- 日立製作所 (1961年). “日立評論1961年EX40:直流1,500V 3,020kW(4,050HP)回生ブレーキ付電気機関車” (PDF). 2019年1月28日閲覧。